# Malachin (osada leśna)
Malachin – osada leśna w Polsce w  województwie pomorskim, w powiecie chojnickim, w gminie Czersk.
W latach 1975–1998 miejscowość administracyjnie należała do województwa bydgoskiego.